# Vaso silbador

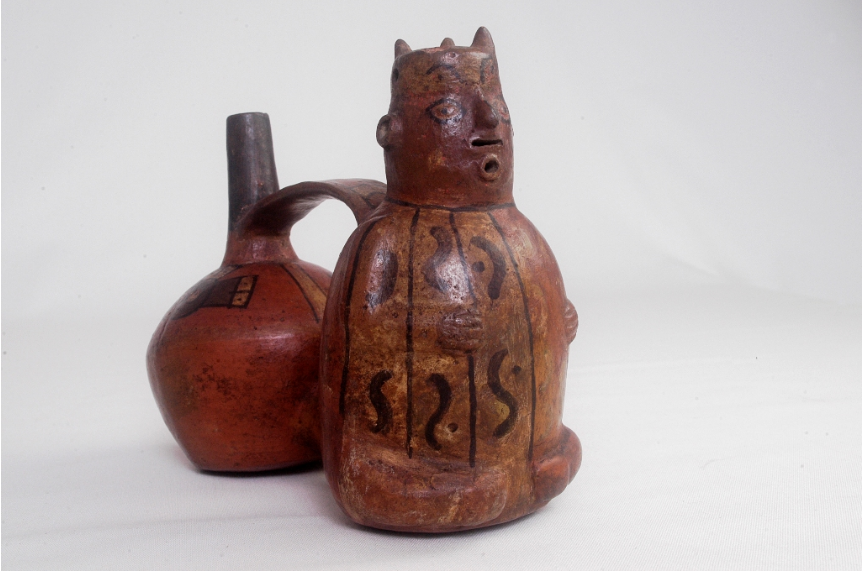
Vaso silbador de la colección del Museo Azzarini

El vaso silbador perteneciente al grupo de los instrumentos aerófonos, es un instrumento de viento propio de la cultura de la América precolombina en el área geográfica de lo que es hoy Perú, aunque también se han localizado ejemplares en Colombia, Ecuador y Mesoamérica. Estaban construidos en cerámica y se conjetura que tuvieron uso ceremonial por el refinamiento de su manufactura. 
Parece haber sido un instrumento utilizado en particular por la cultura Nazca, aunque también se tienen vestigios numerosos de las culturas Vicus y Mochica. Suele tener decoraciones geométricas y aviformes pintadas en su superficie, con motivos vegetales, animales o humanos. Consta de una o dos cámaras, en este último caso interconectadas de forma tal de permitir que el aire se desplace desde el tubo de soplo hacia el aeroducto del silbato.